# Tempered with Mercy
Tempered with Mercy è un cortometraggio muto del 1910 diretto da Lewin Fitzhamon.

## Trama
Una giovane fioraia affamata ruba una pagnotta.

## Produzione
Il film fu prodotto dalla Hepworth.

## Distribuzione
Distribuito dalla Hepworth, il film - un cortometraggio - uscì nelle sale cinematografiche britanniche nel gennaio 1910. Negli Stati Uniti, fu distribuito il 21 giugno dello stesso anno dall'American Kinograph Company. Nelle proiezioni, veniva programmato con il sistema dello split reel, accorpato in un'unica bobina con un altro cortometraggio di produzione britannica, Drowsy Dick's Dream, prodotto nel 1909 dalla British & Colonial Kinematograph Company.
Si conoscono pochi dati del film che, prodotto dalla Hepworth, fu distrutto nel 1924 dallo stesso produttore, Cecil M. Hepworth. Fallito, in gravissime difficoltà finanziarie, il produttore pensò in questo modo di poter almeno recuperare il nitrato d'argento della pellicola.